# Departamentul Caquetá
Caquetá este un departament al Columbiei cu reședință în Florencia. Are o populație de 420.337 de locuitori și suprafață de 88.965 km². 
1. ↑   http://www.caqueta.gov.co/tema/gobernacion Lipsește sau este vid: |title= (ajutor)